# Tierra Amarilla (Chili)
Pour les articles homonymes, voir Tierra Amarilla.
Tierra Amarilla est une ville et commune du Chili de la province de Copiapó, elle-même située dans la région d'Atacama. En 2016, sa population s'élevait à 17 530 habitants. La superficie de la commune est de 11 191 km² (densité de 1,5).
La commune se trouve dans le nord du Chili dans le désert de l'Atacama. La principale agglomération est située dans la vallée du Río Copiapó à 16 kilomètres au sud-est de Copiapó (capitale de la province). De nombreuses mines de cuivre, exploitées de manière artisanale par les Pirquinero sont en activité. La vallée est fertile et permet de cultiver du raisin. Sur le territoire de la commune se trouvent des vestiges antérieurs à l'arrivée des espagnols. En mars 2015 une partie des habitations de la commune sont gravement endommagées par les débordements du Río Copiapó.

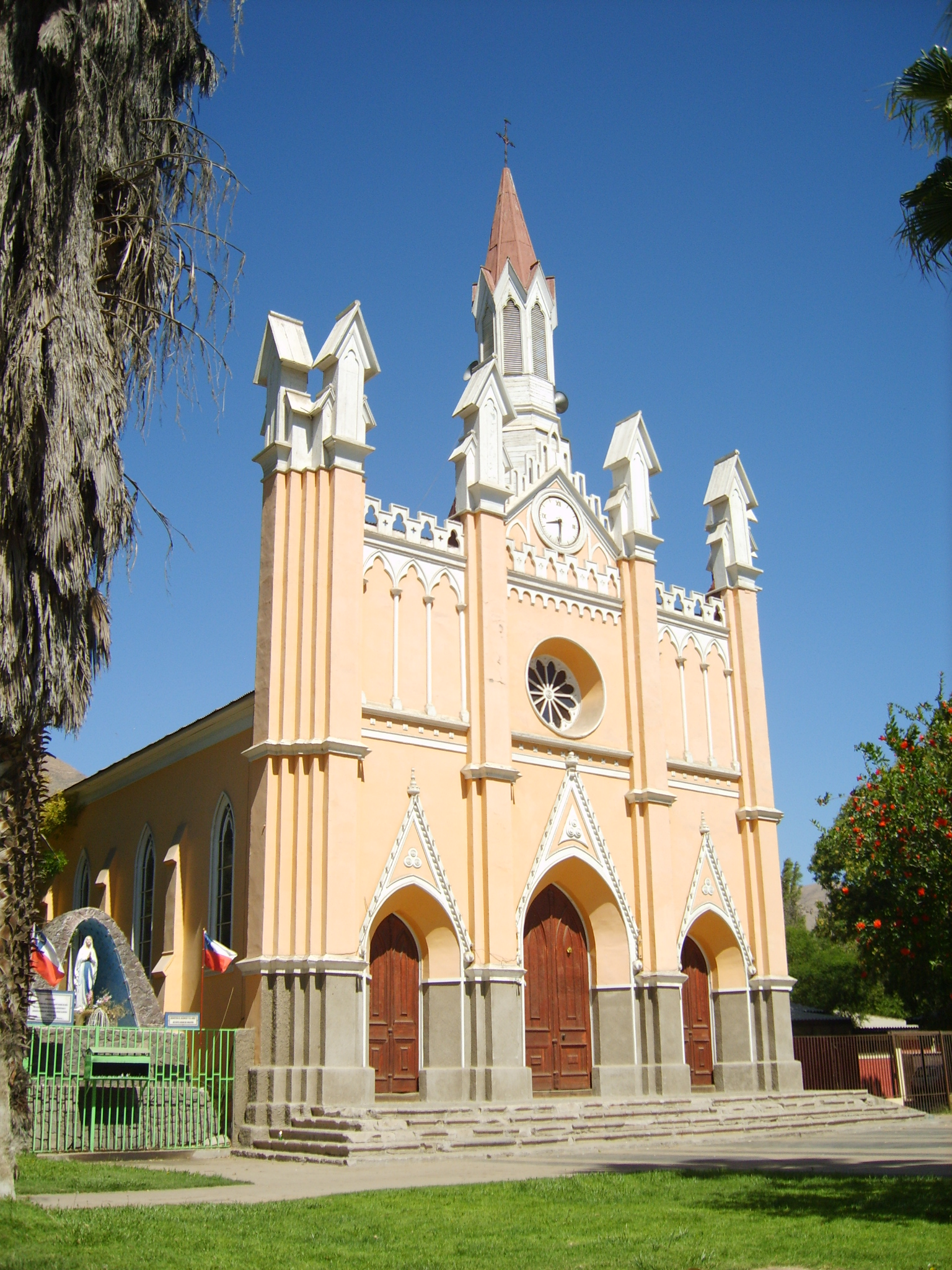
Église de Terra Amarilla.
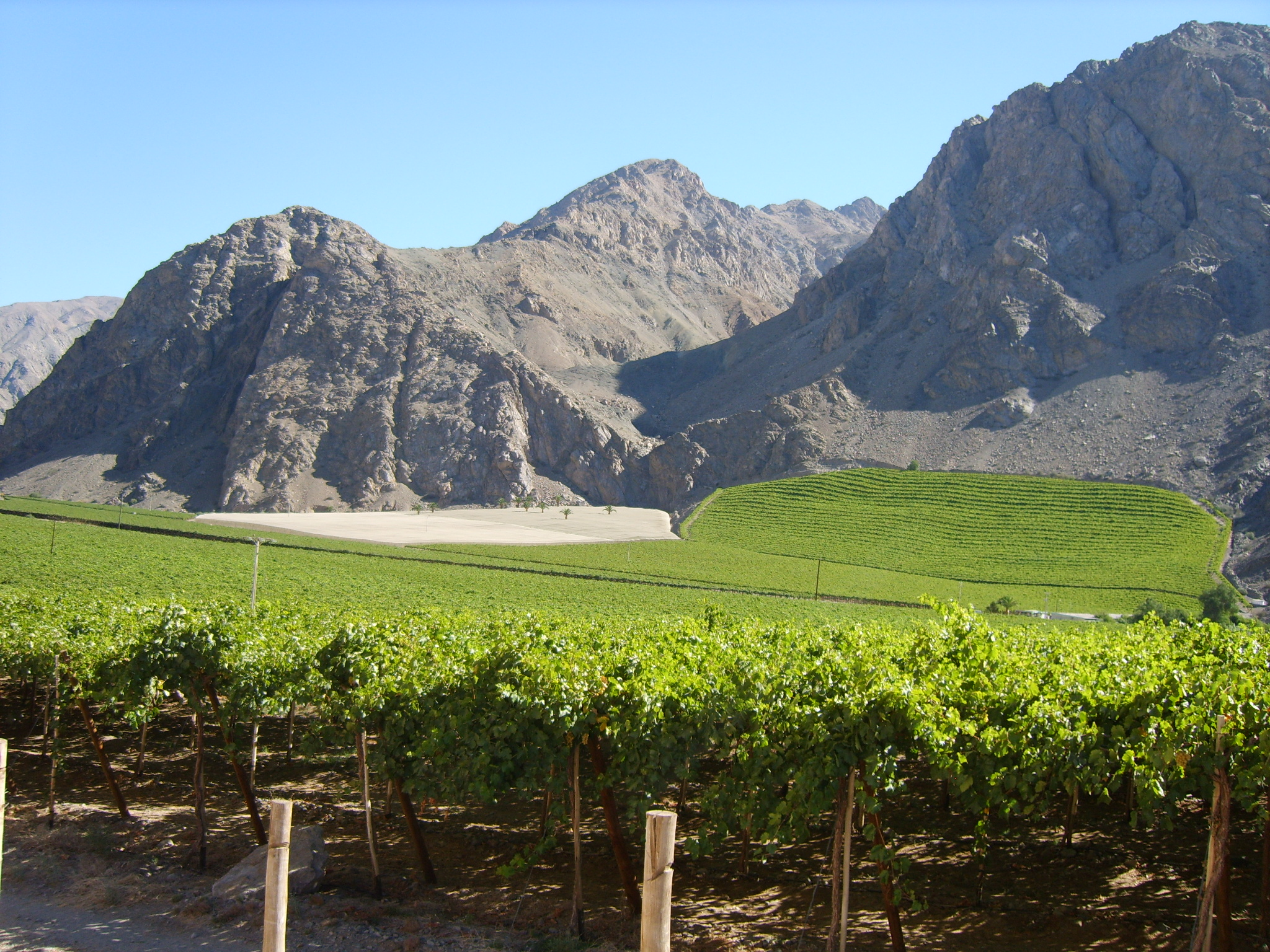
Vignoble.
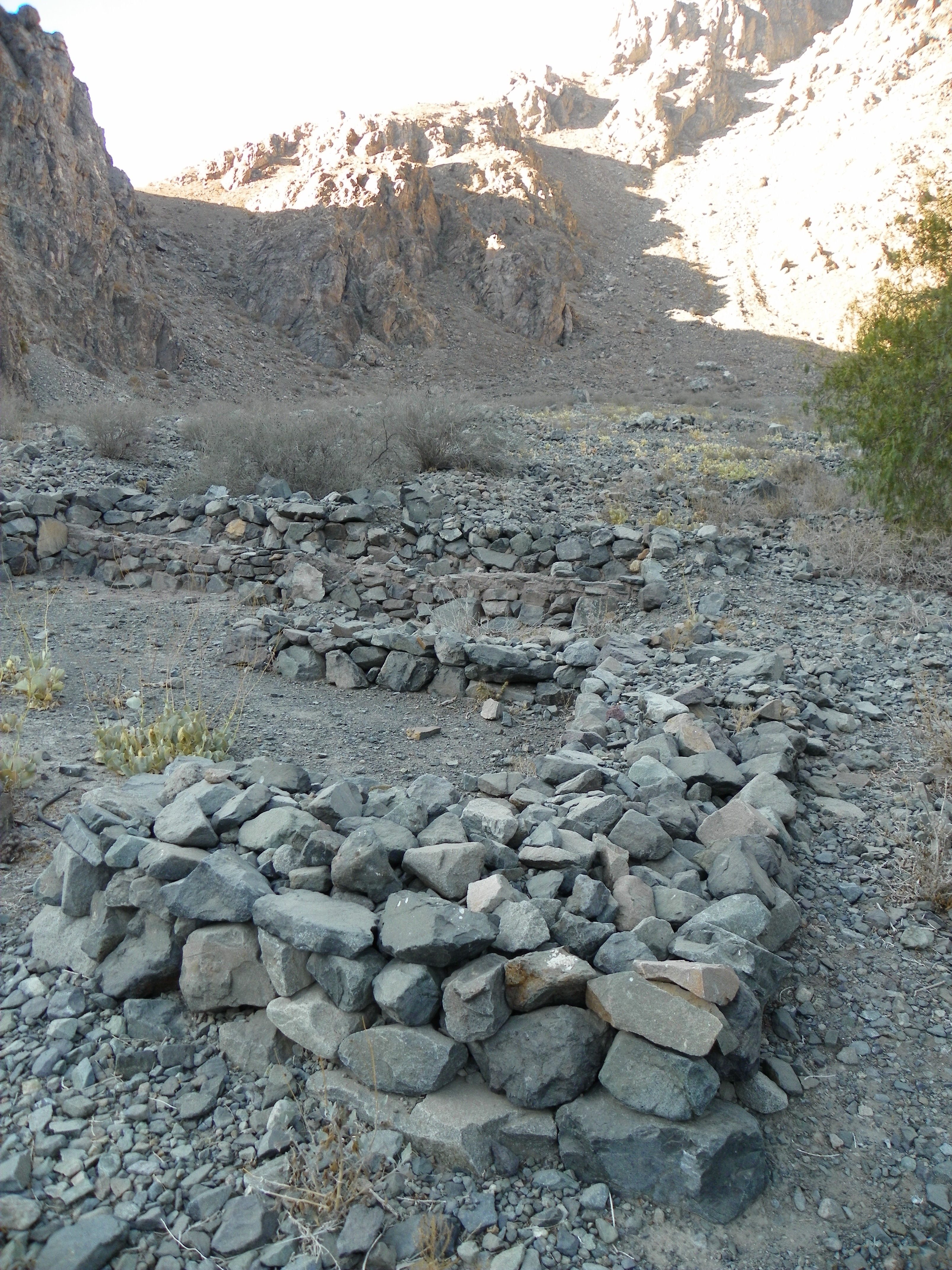
Installation Quechua Pucara Punta Brava antérieure à l'arrivée des espagnols dans le pays

Position de Tierra Amarilla (en rouge) au sein de la Région d'Atacama.